# Посольство Індонезії в Україні
Посольство Індонезії в Києві — офіційне дипломатичне представництво Індонезії в Україні, відповідає за підтримку та розвиток відносин між Індонезією та Україною, одночасно відповідає за відносини з Грузією та Вірменією.Embassy of Indonesia, Kiev.jpg

## Історія дипломатичних відносин
Індонезія визнала незалежність України 28 грудня 1991 року. 11 червня 1992 року було встановлено дипломатичні відносини між Україною та Індонезією. 1 квітня 2011 р. посольство переїхало у нове приміщення за адресою: м. Київ; вул. Отто Шмідта, 8. 
За фінансової підтримки Посольства Індонезії в Україні було видано у 2013 році, видавництвом «Четверта хвиля», Індонезійсько-український словник, підготовлений Михайлом Іжиком. Індонезійсько-український словник — є першою лексикографічною працею з індонезійської мови у вітчизняному мовознавстві.

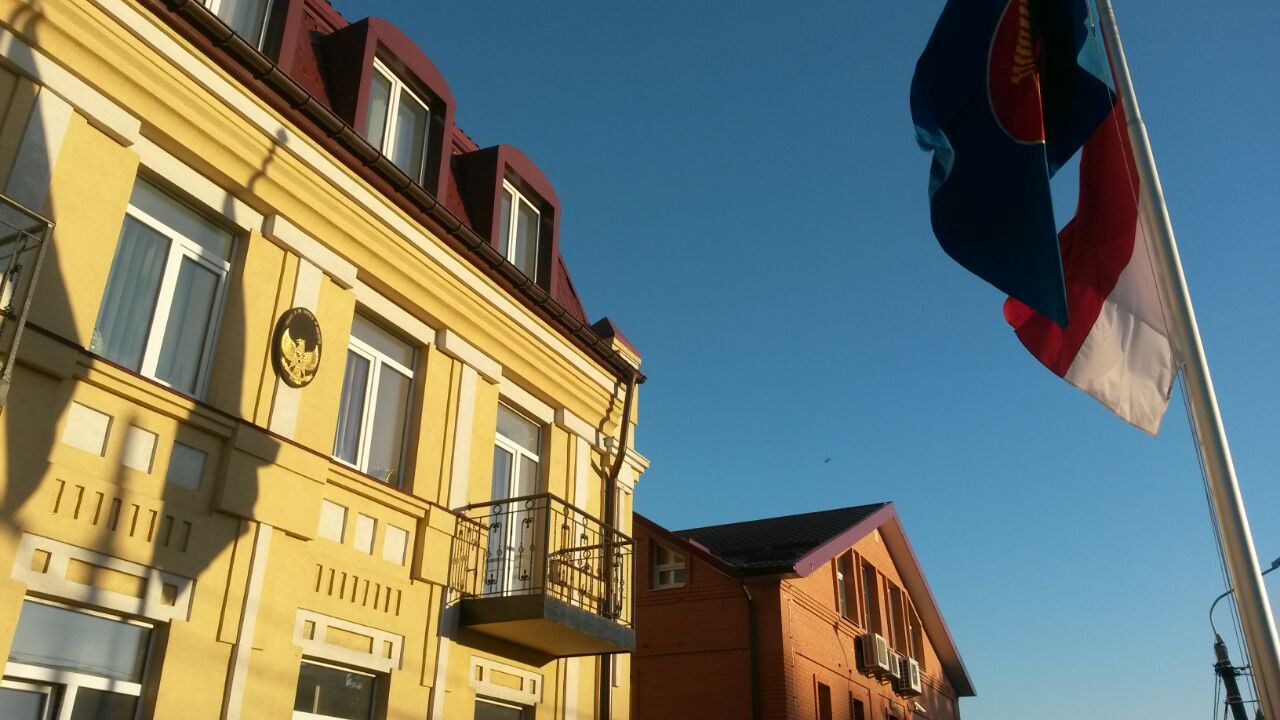
Посольство Індонезії в Україні

## Посли Індонезії в Україні
1. Джанвар Марах Джані (Janwar Marah Jani) (1993–1994)[3][4], з резиденцією в Москві.
2. Роні Хендраван Курніаді (Rony Hendravan Kurniad) (1994–1997);[5][6], з резиденцією в Києві
3. Каджар Где Арса (Gde Arsa Kadjar) (1997–2001)[6];
4. Сіахаан Ремі Рамаулі (Remy Romauli Siahaan) (2001–2004)[7];
5. Александер Латуріув (Albertus Emanuel Alexander Laturiuw) (10.2005 – 1.06.2009)[8][9]
6. Дра Нініг Сунінгсіх Рохдіат (Nining Suningsih Rochadiat) (1.06.2009 – 08.2012)[10];
7. Нінік Кун Нар'яті (Niniek Kun Naryatie) (2012–2017)[11]
8. Юдді Кріснанді (Yuddy Chrisnandi) (2017–2021)[12]
9. Ґафур Акбар Дармапутра (Ghafur Akbar Dharmaputra) (2021–2022)[13][14]
10. Торанг Пакпахан (Torang Pakpahan) (2022—2023)[15] Тимчасовий повірений у справах, Радник посланник, Голова економічного відділу, Голова додаткового офісу Посольства Республіки Індонезія в Тбілісі.
11. Аріф Мухаммед Басалама (Arief Muhammad Basalamah) (з 2023)[16]